# Calamidia owgarra
Calamidia owgarra là một loài bướm đêm thuộc phân họ Arctiinae, họ Erebidae.